# Джордж Міллер (режисер)
Джордж Міллер (англ. George Miller; 3 березня 1945) — австралійський режисер, продюсер та сценарист, відомий своєю серією фільмів «Шалений Макс». Перша освіта — медична. Довгий час працював лікарем фізіотерапевтом в одній з лікарень Сіднея. Представник «австралійської хвилі» з рисами феміністського кіно.

## Біографія
Джордж Міллер народився 3 березня 1945 року у місті Брисбен, штат Квінсленд, Австралія. Спочатку навчався в Граматичній школі Іпсвіча, а потім у Середній школі Сіднея для хлопчиків. Після закінчення школи вивчав медицину в Університеті Нового Південного Уельсу зі своїм братом Джоном. У 1971 році вступив до Мельбурнського університету, де вивчав кіномистецтво. Під час навчання потоварешував з Байроном Кеннеді, разом з яким створює свою першу короткометражку «Насильство в кіно, Частина 1». Приблизно в цей же час Джордж пише кілька сценаріїв, однак коштів необхідних на постановку повнометражної картини йому в цей час зібрати так і не вдається. Протягом довгих восьми років, пропрацювавши водієм швидкої допомоги, він все-таки зібрав необхідну суму.
У 1976 році разом з Джеймсом Маккослендом пише сценарій для фантастичного трилера «Шалений Макс». Картина з бюджетом всього в 350 тисяч доларів і молодим Мелом Гібсоном в головній ролі, виходить в 1979 році і має успіх у глядачів, збираючи в прокаті трохи менше 9 мільйонів доларів. На виручені гроші Міллер разом із Байроном Кеннеді відкривають власну кіностудію, на якій незабаром створюють ще більш успішний сіквел — «Шалений Макс 2» (1981). Успіх знятої в Австралії картини, що зібрала в прокаті близько 25 мільйонів доларів, був настільки гучним, що чутки про нього долетіли і до голлівудських продюсерів. Третю частину «Шаленого Макса» два товариші почали знімати з триразово збільшеним, завдяки участі «Голлівуду», бюджетом. У 1983 році Кеннеді розбився на вертольоті і закінчувати цю картину Міллеру, зв'язаному контрактом, довелося самому. В цьому ж році Джордж на запрошення Стівена Спілберга знімає одну з найбільш успішних, якщо не найуспішнішу новелу кінозбірника «Сутінкова зона» (1983). Сам же «Шалений Макс 3: Під куполом грому» виходить тільки лише два роки у 1985 році.
Перша виключно голлівудська робота режисера «Іствікські відьми» з Джеком Ніколсоном в головній ролі вийшла в 1987 році. Картина чудово показує себе в прокаті, збираючи понад 60 мільйонів доларів. Повернувшись на батьківщину, Міллер зволів присвятити себе продюсерській діяльності в фільмах «Рік, коли у мене ламався голос» (1987), «Мертвий штиль» (1989), «Бангкок Гілтон» (1989) «Флірт» (1991).
У 1992 році на екран виходить чергова робота режисера — зворушлива драма «Масло Лоренцо». Сценарій до цієї картини, що отримала хороші відгуки кінокритиків, але провалилася в прокаті, Міллер написав разом з Ніком Енрайтом. В 1995 для свого товариша по навчанню в університеті Кріса Нунана пише сценарій для світового кінохіта «Бейб: Чотириногий малюк», не менш успішний сіквел — «Бейб: Порося в місті», режисирує самостійно в 1998 році, після чого зникає з поля зору на цілих вісім років.
Тріумфальне повернення режисера відбулося в 2006 році з анімаційною стрічкою «Веселі ніжки», в якій він виступив не тільки як один з режисерів, а й доклався до написання сценарію. Картина зібрала в прокаті трохи менше 400 мільйонів доларів і принесла Міллеру його перший «Оскар» в номінації найкраща анімаційна стрічка року. У 2011 році Джордж виступає сценаристом, режисером і продюсером сіквела мультфільму «Веселі ніжки 2», далі працює над четвертою картиною про Шаленого Макса — «Шалений Макс: Дорога гніву».

## Фільмографія
| Рік  |     | Українська назва                        | Оригінальна назва                           | Роль                            |
| ---- | --- | --------------------------------------- | ------------------------------------------- | ------------------------------- |
| 1971 | кф  |                                         | St. Vincent's Revue Film                    | режисер                         |
| 1971 | кф  | Насильство в кіно, Частина 1            | Violence in the Cinema, Part 1              | режисер, сценарист              |
| 1978 | ф   | У пошуках Анни                          | In Search of Anna                           | перший помічник режисера        |
| 1979 | ф   | Шалений Макс                            | Mad Max                                     | режисер, сценарист              |
| 1980 | ф   | Ланцюгова реакція                       | The Chain Reaction                          | режисер другого плану, продюсер |
| 1981 | ф   | Шалений Макс 2                          | Mad Max 2                                   | режисер, сценарист              |
| 1983 | ф   | Сутінкова зона                          | Twilight Zone: The Movie                    | режисер                         |
| 1983 | тф  | Звільнення                              | The Dismissal                               | режисер, сценарист, продюсер    |
| 1984 | тф  | Останній бастіон                        | The Last Bastion                            | співрежисер                     |
| 1984 | с   | Лінія тіла                              | Bodyline                                    | сценарист, продюсер             |
| 1984 | с   | Втеча з Коври                           | The Cowra Breakout                          | продюсер                        |
| 1985 | ф   | Шалений Макс 3                          | Mad Max Beyond Thunderdome                  | режисер, сценарист, продюсер    |
| 1987 | ф   | Іствікські відьми                       | The Witches of Eastwick                     | режисер                         |
| 1987 | ф   | Рік, коли у мене ламався голос          | The Year My Voice Broke                     | продюсер                        |
| 1987 | с   | В'єтнам, до запитання                   | Vietnam                                     | продюсер                        |
| 1987 | тф  | Загадка Стінсона                        | The Riddle of the Stinson                   | продюсер                        |
| 1988 | тф  | Династія брудної води                   | The Dirtwater Dynasty                       | продюсер                        |
| 1988 | тф  | Чиста машина                            | The Clean Machine                           | продюсер                        |
| 1988 | тф  | Фрагменти війни: Історія Деміена Парера | Fragments of War: The Story of Damien Parer | продюсер                        |
| 1989 | тф  | Бангкок Гілтон                          | Bangkok Hilton                              | продюсер                        |
| 1989 | ф   | Мертвий штиль                           | Dead Calm                                   | режисер другого плану, продюсер |
| 1991 | ф   | Флірт                                   | Flirting                                    | продюсер                        |
| 1992 | ф   | Масло Лоренцо                           | Lorenzo's Oil                               | режисер, сценарист, продюсер    |
| 1995 | ф   | Бейб: Чотириногий малюк                 | Babe                                        | сценарист, продюсер             |
| 1996 | ф   |                                         | Video Fool for Love                         | продюсер                        |
| 1997 | док | 40 000 років сну                        | 40,000 Years of Dreaming                    | режисер, сценарист, продюсер    |
| 1998 | ф   | Бейб: Поросятко у місті                 | Babe: Pig in the City                       | режисер, сценарист, продюсер    |
| 2006 | мф  | Веселі ніжки                            | Happy Feet                                  | режисер, сценарист, продюсер    |
| 2011 | мф  | Веселі ніжки 2                          | Happy Feet Two                              | режисер, сценарист, продюсер    |
| 2012 | док | Забуті війни, забуті жертви             | Forgotten Wars, Forgotten Victims           | продюсер                        |
| 2015 | ф   | Божевільний Макс: Дорога люті           | Mad Max: Fury Road                          | режисер, сценарист, продюсер    |
| 2022 | ф   | Три тисячі років туги                   | Three Thousand Years of Longing             | режисер, сценарист, продюсер    |
| 2024 | ф   | Шалений Макс: Фуріоса                   | Mad Max: Furiosa                            | режисер, сценарист, продюсер    |
|      | ф   |                                         | Mad Max: The Wasteland                      | режисер, сценарист, продюсер    |